# Antonello Crescenzio

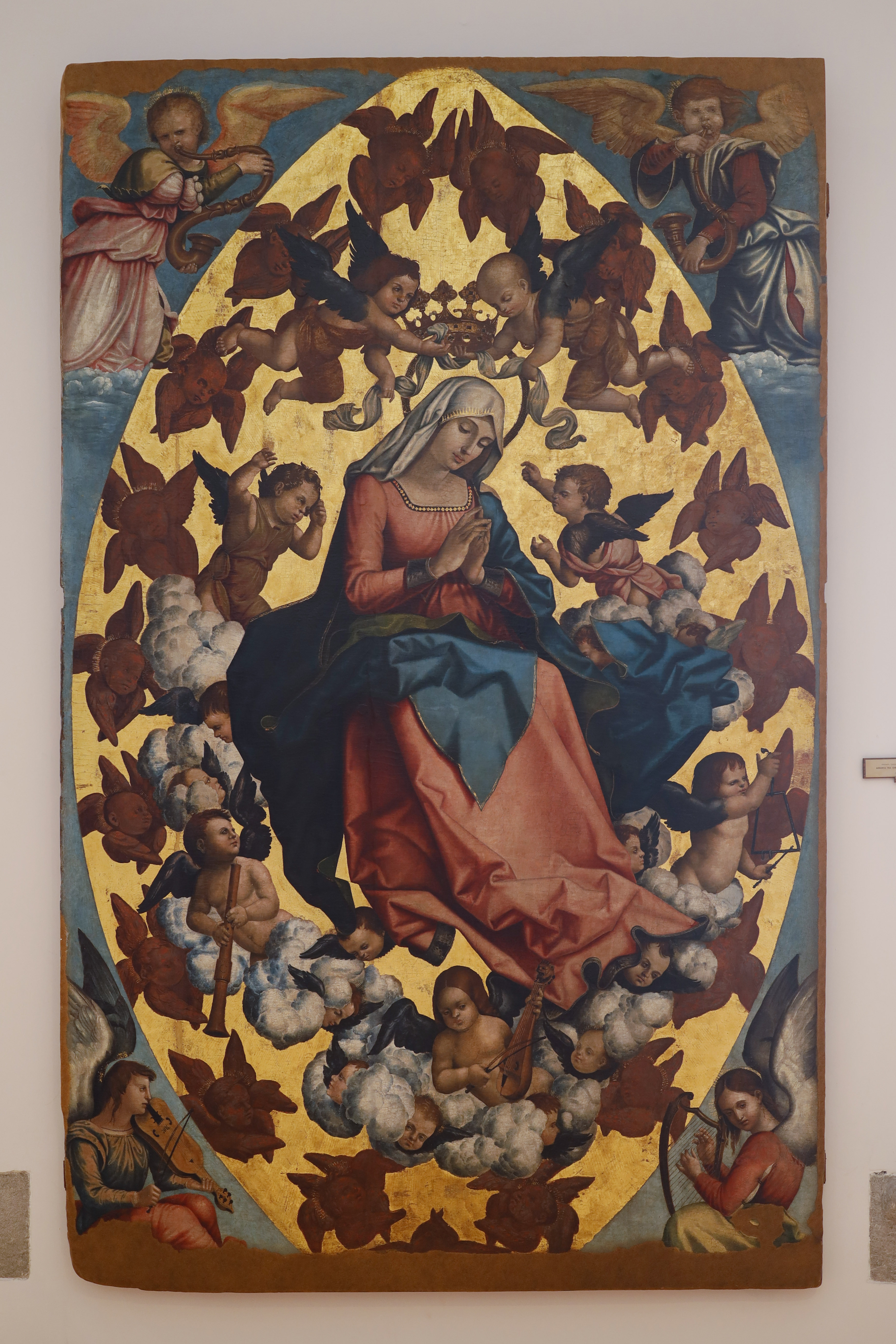
Anbetung durch die Engel, etwa 1530–40. Galleria Regionale della Sicilia, Palazzo Abatellis, Palermo.

Antonello Crescenzio, auch Antonello Panormita oder Antonello da Palermo (* 1467 in Palermo; † 1542 ebenda) war ein italienischer Maler der Renaissance auf Sizilien.

## Leben
Crescenzio wird meist mit Antonello Panormita gleichgesetzt. Über seine Ausbildung und dem Lebensweg ist nichts bekannt. Wahrscheinlich in Palermo geboren, kam er in jungen Jahren nach Syrakus, wo er wohl auch heiratete. Sein Werk ist zunächst durch die flämisch geprägte Kunst Antonello da Messinas beeinflusst, später näherte er sich dem künstlerischen Stil Raffaels an.
Nach Arbeiten in Syrakus, Gela und Polizzi Generosa arbeitete er 1503 in der Cappella Santa Cristina der Kathedrale von Palermo. Im Anschluss bemalte er den Orgelprospekt der Chiesa Madre von Corleone. Es folgen in Palermo 80 Gemälde für die Decke der S. Maria la Nuova und ein Gemälde für den Hauptaltar der Chiesa del Carmine. Von Crescenzio stammen auch Fresken im Palazzo Chiaramonte in Palermo.

## Werke
- Museo Regionale di Palazzo Bellomo (Syrakus): Madonna mit Kind zwischen den S. Barbara und S. Margherita, signiert „Antonellus Panhormita“ me pinxit ano dni MCCCCLXXXXVII
- Chiesa Madre (Polizzi Generosa), Hauptaltarbild (Polyptychon um 1501)
- Chiesa Santa Maria degli Angeli „della Gancia“: (Palermo): Madonna mit Kind zwischen S. Agata und S. Catherina, signiert Antonell PA Pixit I.D. 28.
- Chiesa Madre (Gela),: “Transito di Maria”
- Galleria Regionale della Sicilia (Palermo) Tafelbild
- Museo Diocesano di Palermo Tafelbild mit Heiligen
- Chiesa Madre (Ventimiglia di Sicilia): Tafelbild “Christus und Apostel”
- Custonaci, Cappelluccia rupestre: Tafelbild (1541)